# Amalie von Imhoff
Amalie von Imhoff, conosciuta anche come Amalia von Helvig dal cognome del marito (Weimar, 16 agosto 1776 – Berlino, 17 dicembre 1831), è stata una scrittrice e poetessa tedesca della dinastia degli Imhoff.
Esponente del primo romanticismo in Germania, fu amica di Johann Wolfgang von Goethe, Friedrich Schiller, Alexander von Humboldt e della duchessa Luisa d'Assia-Darmstadt che la sostennero nella sua opera letteraria.

## Biografia
Figlia del barone Carl Christoph von Imhoff e di sua moglie, Luise Schardt (la quale era sorella della scrittrice Charlotte von Stein), Amalie nacque a Weimar nel 1776 e venne tenuta a battesimo da un amico di suo padre, lo scrittore Karl Ludwig von Knebel. Nel 1791, venne introdotta come damigella alla corte del granduca Carlo Augusto di Sassonia-Weimar-Eisenach a Weimar, venendo inserita nel seguito della regina madre, la duchessa Anna Amalia di Brunswick-Wolfenbüttel. A corte ebbe modo di studiare, approfondendo in particolare le proprie conoscenze artistiche; entrò anche in contatto con letterati del calibro di Goethe e Schiller che la incoraggiarono nella sua opera di scrittura.
Nel 1803 sposò il generale svedese Karl Gottfried von Helvig e si spostò con lui a Stoccolma nel 1804. Nella capitale svedese tenne un salotto noto e divenne una personalità influente nella vita culturale della città nordica. Venne eletta membro dell'Accademia delle Arti di Stoccolma nel 1804 e prese parte a diverse mostre tra il 1804 ed il 1810. Tornò in Germania nel 1810, ma trascorse gli anni dal 1814 al 1816 nuovamente in Svezia, risiedendo questa volta a Uppsala ove prese parte al salotto di Malla Silfverstolpe. La sua amicizia con Erik Gustaf Geijer e Per Daniel Amadeus Atterbom è stata molto discussa, dal momento che di lei si dice che fu musa ispiratrice di molti altri artisti; intrattenne una fitta corrispondenza con diversi artisti svedesi anche dopo il suo ritorno in Germania. A Berlino dove si stabilì in seguito, istituì uno dei più importanti saloni letterari del XIX secolo. Gli ospiti di Amalie von Imhoff in questa sede furono Georg Andreas Reimer, Achim e Bettina von Arnim, Clemens Brentano, Friedrich de la Motte Fouqué, Adelbert von Chamisso, Ernst Moritz Arndt e Ottilie e August von Goethe.

## Le sorelle di Lesbo
L'opera che più di ogni altra fece conoscere il talento di Amalie von Imhoff al grande pubblico fu il suo componimento epico Le sorelle di Lesbo, completato nel marzo del 1799, il quale attirò l'attenzione particolare di Schiller, il quale presentò la giovane poetessa a Goethe. Il componimento, scritto in esametri sul modello greco classico, ruotava attorno all'usanza presente sull'isola di Lesbo, in Grecia, che prevedeva che in epoche antiche solo la primogenita delle sorelle di una famiglia avesse il diritto di sposarsi, mentre le altre sorelle minori avevano il compito di servirla come domestiche. In Le sorelle di Lesbo, tuttavia, la sorella minore e lo sposo della maggiore si innamorano a vicenda, ma alla fine la sorella minore deve forzatamente rinunciare alla sua felicità ed arrendersi all'evidenza del volere della società e delle tradizioni.
Goethe identificò numerose carenze stilistiche nel componimento e decise di prendere spunto da quest'opera per esaminare meglio fino a che punto le opere amatoriali potessero trasformarsi in vera arte nel suo trattato Über den Dilettantismus ("Del dilettantismo"). Egli sostenne attivamente Amalie von Imhoff dal maggio 1799 con suggerimenti per migliorare il suo componimento. Viste le difficoltà della ragazza, Goethe si impegnò personalmente, pur non dicendosi soddisfatto dopo mesi di lavoro.
Malgrado l'insoddisfazione di Goethe sul lavoro finale, l'opera ricevette molti elogi quando apparve nel Musenalmanach per l'anno 1800 e venne ripubblicata nel 1801 singolarmente.